# カイオ・ドゥイリオ級戦艦 (初代)
| カイオ・ドゥイリオ級戦艦 (初代) | カイオ・ドゥイリオ級戦艦 (初代) |
| ------------------------------- | --- |
|                                 | |
| 艦級概観                        | |
| 艦種                            | 戦艦 |
| 艦名                            | 人名 |
| 前級                            | プリンチペ・アメデオ級装甲艦 |
| 次級                            | イタリア級戦艦 |
| 起工:                           | 1873年4月24日 |
| 進水:                           | 1876年5月8日 |
| 就役:                           | 1880年1月6日 |
| 退役:                           | 1922年 |
| その後:                         | |
| 除籍:                           | 1909年6月27日 |
| 性能諸元                        | |
| 排水量:                         | 常備：11,138トン 満載：12,265トン |
| 全長:                           | 109.2m、103.5m(水線長) |
| 全幅:                           | 19.7m |
| 吃水:                           | 8.8m |
| 機関:                           | 型式不明石炭専焼角缶8基＋ベン式横置二気筒レシプロ機関(ダンドロ：モーズレイ式横置二気筒レシプロ機関)2基2軸推進 |
| 最大出力:                       | 7,710hp(エンリコ・ダンドロ(1898年)：8,045hp) |
| 最大速力:                       | 15ノット(エンリコ・ダンドロ(1898年)：15.5ノット) |
| 航続距離:                       | 10ノット/3,760海里 |
| 燃料:                           | 石炭：1,000トン |
| 乗員:                           | 水兵：394名、士官：26名 |
| 兵装:                           | 45cm（20口径）前装式連装砲2基 12cm（40口径）単装砲3基 35.6cm水上魚雷発射管単装3基 (エンリコ・ダンドロ(1898年) 25.4cm（40口径）連装砲2基 15.2cm（40口径）単装速射砲6基 12cm（40口径）単装速射砲5基 45cm水中魚雷発射管単装4基 |
| 装甲:                           | 舷側：55cm 甲板：50mm バーベッド：450mm 司令塔：350mm |

カイオ・ドゥイリオ級戦艦  (伊: Corazzate della Classe Caio Duilio) は、イタリア海軍の草創期の戦艦｡仮想敵国フランス海軍が増強し続ける装甲艦勢への対抗艦として建造された艦である。

## 艦形

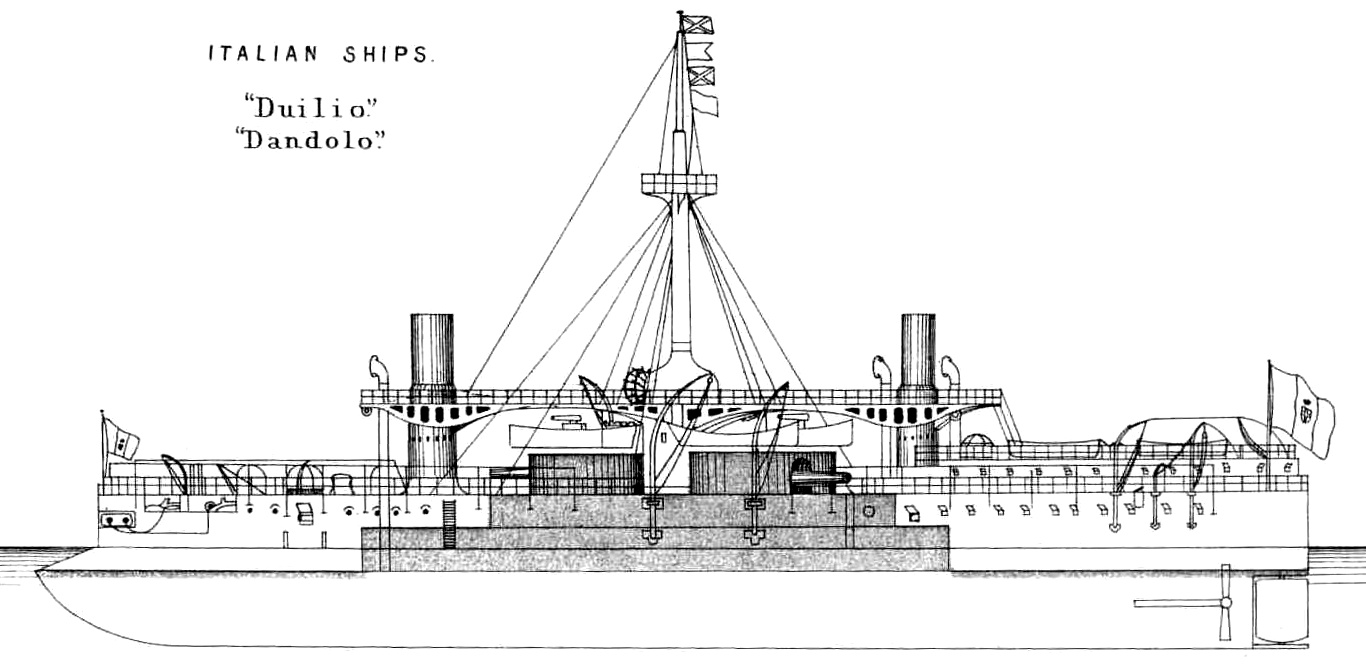
本級の武装・装甲配置を示した図。

船体形状は水面から乾舷までが低い平甲板型船体となっている。衝角の付く艦首から艦首甲板に兵装はなく、1番煙突の中間部に戦闘艦橋が付く。そこから単脚式の主檣が一番煙突と二番煙突の中間部に立ち、主檣の右前方に装甲フード付き露砲塔に収められた1番45cm連装砲が、主檣の左後方に2番45cm連装砲のバーベットが配置される。二番煙突後方から甲板上にこの頃にポピュラーであった艦載水雷艇を1隻収められる格納庫が配置され、それを囲むように12cm副砲が単装砲架で3基を艦尾方向に向けて配置された。艦載水雷艇は艦尾の扉から出し入れできた。「エンリコ・ダンドロ」の近代化改装時に一本しかなかった主檣は一番煙突の前方に前檣を、二番煙突の後方に後檣を配置し二本となった。

### 主砲

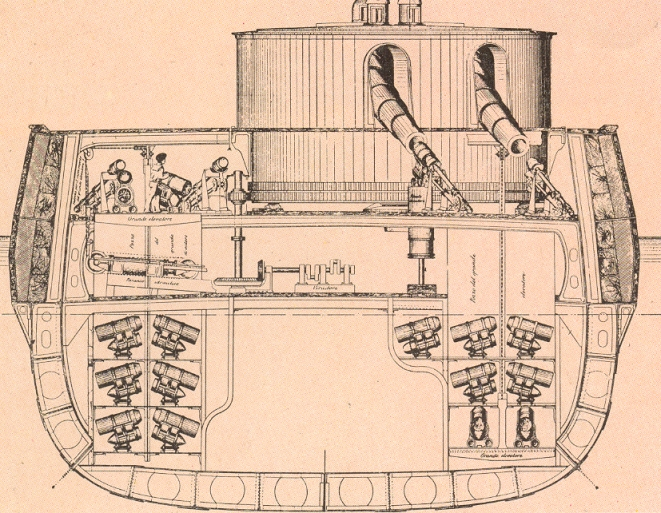
主砲の装填方法

主砲はアームストロング社製「45cm（20口径）砲」を採用した。1門当たりの重量が102トンの砲である。この砲は現代のように大砲の後部を空けて砲弾を装填する後装式ではなく、砲口から装薬と砲弾を装填する前装砲であった。そのためにバーベット外部に装填区を設け、砲身を下げて甲板から装薬と砲弾を装填した（左図）。バーベットの旋回と装填機の動力は水圧式であった。この砲を装甲フード付き露砲塔に収めた。

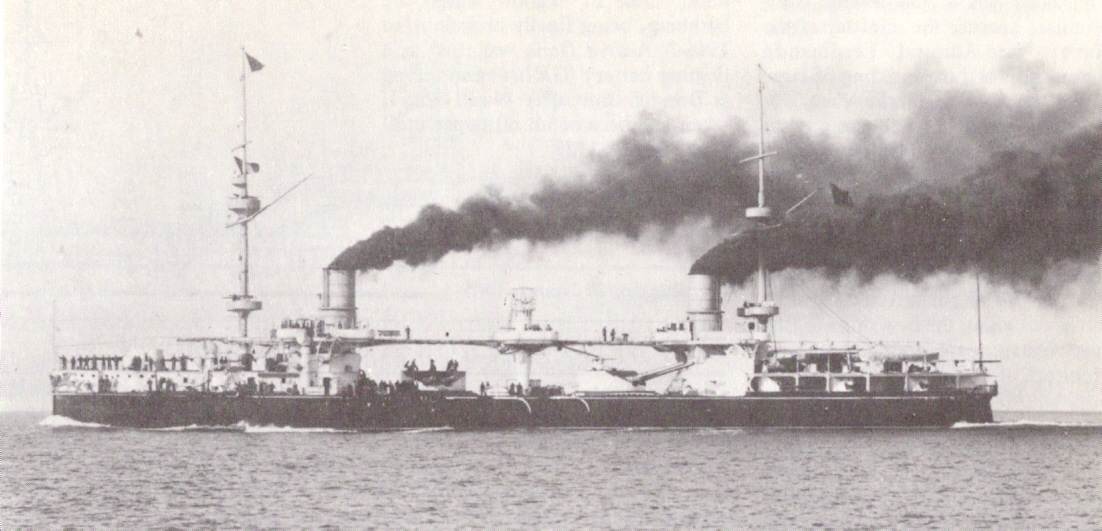
主砲塔換装後のエンリコ・ダンドロ

後に「エンリコ・ダンドロ」だけは1894年～1898年の近代化改装の折りに旧式化した主砲をやはり英国製の「25.4cm（40口径）砲」に換装した。搭載型式と搭載数は同じである。

### その他の備砲・水雷兵装
副砲は「12cm（40口径）砲」を単装砲架で3基、他に対艦攻撃用に35.6cm水上魚雷発射管を単装で3基装備した。

## 同型艦
- カイオ・ドゥイリオ（Caio Duilio）
- エンリコ・ダンドロ（Enrico Dandolo）

## 参考図書
- 「世界の艦船増刊第41集　イタリア戦艦史」(海人社)